# 玛丽·马蒂诺
玛丽·马蒂诺（法語：Marie Martinod，1984年7月20日—），法国女子自由式滑雪运动员。她曾代表法国参加2014年和2018年冬季奥林匹克运动会自由式滑雪比赛，共获得二枚银牌。